# Hernán Lisi
Hernán Alberto Lisi (Fighiera, provincia de Santa Fe, Argentina, 14 de abril de 1971) es un exfutbolista y entrenador argentino que jugaba como defensa.

## Trayectoria

### Como futbolista
Se inició en las inferiores de Newell's Old Boys. Debutaría de manera profesional en 1997 con Banfield. Posteriormente tendría pasos discretos por los clubes Defensa y Justicia y San Martín de San Juan. En 2000 fichó con el Blooming de Bolivia, equipo con el que disputó la Copa Libertadores 2000. Se retiró en 2001 vistiendo los colores de San Martín de San Juan.

### Como entrenador
Inició su carrera como director técnico en 2007, acompañando en la dirección técnica de Banfield a Pablo Sánchez con quien hizo una dupla técnica. En El taladro dirigió a jugadores como Carlos Galván y Pablo Vitti.
Posteriormente sería ayudante de campo de Javier Torrente en Libertad equipo que participó en la Copa Libertadores 2009 y Copa Libertadores 2010, además dirigió a Cerro Porteño.
El 3 de enero de 2011, Lisi fue oficializado como nuevo director técnico del Unión Comercio, equipo recién ascendido a la Primera División del Perú en aquel entonces. El 12 de mayo de ese año, luego de la derrota por 1-2 ante Melgar de Arequipa, fue anunciada su salida del equipo comerciante. Es recordado en Perú por haber llevado al argentino Horacio Calcaterra quien lo conoció en la reserva de Rosario Central, Calcaterra en los posteriores años vestiría la camiseta de la Selección Peruana. Además, hizo debutar a Miguel Trauco en la Primera División.
El 12 de junio de 2012 asumió la dirección técnica del Unión Temuco de la Primera B de Chile. Tras varios meses dirigiendo al equipo rojo, el 10 de marzo de 2013, luego de la goleada ante Barnechea por 4-1, Hernán Lisi decidió renunciar al Unión Temuco.
El 28 de mayo de ese mismo año, sería presentado como nuevo director técnico del Rubio Ñu de la Primera División de Paraguay, en sustitución de Carlos Jara Saguier. Acabaría dirigiendo un total de 33 partidos con el equipo albiverde.
Deportivo Pereira
El 26 de diciembre de 2014 fue confirmado como nuevo DT del Deportivo Pereira, en busca de un ascenso y regreso a la Categoría Primera A. Lideró al cuadro matecaña a colocarse en la 2ª posición en la tabla de clasificación con 60 puntos y por detrás del Atlético Bucaramanga. En las cuadrangulares finales, Deportivo Pereira finalizó en la segunda posición del Grupo B con 13 puntos, siendo el Fortaleza F.C. el equipo que se ganó el derecho de ascender a la Primera A. Hernan Lisi Renunció a su cargo el 9 de diciembre de 2015.
Como técnico de Deportivo Pereira logró proyectar jugadores como Jorman Campuzano, Juan Camilo Hernández. Ambos jugadores más el gleador del torneo Leo Castro fueron transferidos, lo que dejó en Pereira muy buenos ingresos.
El 22 de febrero de 2016 asumió la dirección técnica del Club Nacional (Paraguay). 2 meses después de su llegada al equipo Tricolor, acordó su salida . Con este equipo, Lisi dirigió 9 partidos: ganó 4, perdió 4 y empató 1, para un rendimiento del 48%.

### Once Caldas
Fue fichado por el Once Caldas para reemplazar a Javier Torrente, debuta en la dirección técnica el martes 13 de septiembre, frente al recién ascendido Atlético Bucaramanga ganando 3-0. El 17 de septiembre en Barranquilla, gana su segundo partido en línea frente a Atlético Junior ganado 1-0.
Deportivo Pasto
Lisi dirigió a Deportivo Pasto en la temporada 2018, club que dirigió en 12 compromisos del torneo colombiano. Lisi tomó a Pasto en agosto del 2018 con solo tres puntos y último en el Torneo. Lo dejó 17 en la tabla general dos meses más tarde por una decisión acordada con la dirigencia del Club Colombiano, que gradeció en un comunicado oficial por los servicios del técnico argentino.
Academia Deportiva Cantolao
En enero de 2020 firma con Academia Deportiva Cantolao de la Liga 1 del Perú. Durante gran parte del 2020 la pandemia de Covid-19 atrasa el inicio del campeonato peruano. En las primeras fechas logra muy buenos resultados, llevando en su momento al "delfin" a ubicarse en la quinta posición del torneo peruano. Disidencias con la dirigencia lo llevan a acordar una salida en noviembre de 2020, dejando al equipo en la novena posición del torneo.

## Clubes

### Como futbolista
| Club               | País      | Año       |
| ------------------ | --------- | --------- |
| Banfield           | Argentina | 1997-1998 |
| Defensa y Justicia | Argentina | 1998-1999 |
| San Martín (SJ)    | Argentina | 1999-2000 |
| Blooming           | Bolivia   | 2000-2001 |

### Como Asistente
| Club          | País     | Año       | Asistente de    |
| ------------- | -------- | --------- | --------------- |
| Libertad      | Paraguay | 2009-2010 | Javier Torrente |
| Cerro Porteño | Paraguay | 2010      | Javier Torrente |
| Atlas         | México   | 2023      | Benjamín Mora   |

### Como entrenador
| Club                 | País                 | Año                  | Partidos Dirigidos |
| -------------------- | -------------------- | -------------------- | ------------------ |
| Banfield             | Argentina            | 2007                 | 10                 |
| Unión Comercio       | Perú                 | 2011                 | 12                 |
| Unión Temuco         | Chile                | 2012-2013            | 24                 |
| Rubio Ñu             | Paraguay             | 2013                 | 33                 |
| Deportivo Pereira    | Colombia             | 2015                 | 44                 |
| Nacional             | Paraguay             | 2016                 | 9                  |
| Once Caldas          | Colombia             | 2016-2017            | 18                 |
| Rubio Ñu             | Paraguay             | 2017                 |                    |
| Deportivo Pasto      | Colombia             | 2018                 | 12                 |
| Academia Cantolao    | Perú                 | 2020                 | 19                 |
| Deportivo Municipal  | Perú                 | 2021                 |                    |
| Total en sus equipos | Total en sus equipos | Total en sus equipos | 150                |